# Amminotioli
Gli amminotioli sono una classe di molecole organiche che presentano una catena carboniosa sostituita ad un'estremità con un gruppo amminico e all'altra con un gruppo tiolico. Possono quindi essere considerate come "tioli amminati" (amminotioli) o come "ammine tiolate" (tiolammine). Tuttavia la prima denominazione è preferibile, in quanto nella nomenclatura IUPAC il gruppo funzionale -SH ha sempre priorità su quello -NH2.
A questa classe appartengono le seguenti molecole: cisteina, cistammina, β-mercaptoetilammina, cisteinilglicina, omocisteina, glutatione (GSH).
Le tiolammine sono importanti per la fisiopatologia molecolare dell'endotelio dei vasi e condensano con i gruppi aldeidici.